# Família Takatsukasa
La família Takatsukasa era una família noble i una branca de la família Konoe, la línia principal del clan Fujiwara del Nord. El seu rang de nobles de la cort era el de família regent. L'estatus de la família com a membre de la noblesa era el de duc. El fundador va ser Kanehira, el quart fill de Konoe Iezane. L'escut de la família és la peònia Takatsukasa.

## Visió general
edat mitjana

L'any 1252 (el 4t any de Kencho) durant el període de mitjans de Kamakura, Kanehira va ser nomenat regent i cap del clan Fujiwara. Va heretar les finques de la família Konoe en algunes parts, i més tard va heretar les finques del fill gran de la seva germana (Takatsukasa-in, l'emperadriu Dowager de Takatsuka, així va fundar la nova família Takatsukasa).
El nom de la família prové del fet que la residència de la família Kanehira es trobava a Takatsukasa Muromachi (Takatsukasa-koji, la intersecció dels actuals carrers Shimo-Chojamachi-dori i Muromachi-dori. Com que també va heretar el Palau Inokuma, que donava al carrer Youbaikoji, també era conegut com el Palau Youbai. A més, s'ha erigit un rètol al Palau Imperial de Kyoto que indica el lloc de la residència del període Edo de Takatsukasa.
L'escut de la família és l'escut de la peònia Takatsukasa. Mentre que la cresta de la peònia Konoe està dissenyada per mirar els estams d'una peònia des de dalt, la cresta de Takatsukasa està dissenyada per mirar els estams des del costat i té cinc estams. L'escut de la família és el diamant.
Durant el període Sengoku, Tadafuyu Takatsukasa no va tenir cap hereu, i amb la seva mort el 1546 (Tenbun 15), la línia de la família Takatsukasa va acabar.

## Període modern primerenc
El 1579 (Tensho 7), més de 30 anys després que la família s'hagués extingit, el tercer fill de Nijō Haruyoshi, Nobufusa, va reviure el nom de la família amb l'ajuda d'Oda Nobunaga.
El valor oficial de la finca a principis del període modern era de 300 koku durant l'època d'Oda Nobunaga, 1.000 koku al començament del període Edo i 1.500 koku a mitjans del període Edo. {Nota nº. 1}
Takatsukasa Nobufusa era un amic íntim de Toyotomi Hideyoshi, i la família Takatsukasa va heretar els estris de te preferits d'Hideyoshi (que van ser destruïts en un atac aeri durant la Segona Guerra Mundial).
El tercer shogun del shogunat Edo, l'esposa de Tokugawa Iemitsu Takako, el cinquè shogun, la dona de Tokugawa Tsunayoshi Nobuko i el tretzè shogun, l'esposa de Tokugawa Iesada Ninko eren filles de la família Takatsukasa.
El quart fill de Nobufusa (i el germà petit de Takashi), Nobuhira, va anar a Edo i es va convertir en vassall del shogunat, va rebre el cognom Matsudaira i va rebre un estipendi de 7.000 koku. Durant el regnat del net de Nobuhira, Nobumasa, el seu feu va ser augmentat a 10.000 koku i va ser classificat entre els senyors feudals (Senyor del domini Yata, més tard el domini Yoshii). Per obtenir informació sobre aquesta família, vegeu la família Takatsukasa Matsudaira.
Durant el període Edo, la successió del capdavant familiar entre pares i fills no va anar bé, i el 18è cap, Fusahiro, i el 19è cap, Naosuke, van ser adoptats de la família Konoe, mentre que el 20è cap, Mototeru, va ser adoptat de la família Ichijo. shi) (Takatsukasa Sukehira).
El 23è cap de la família, Takatsukasa Masamichi, va ser molt confiat pels emperadors Ninko i Komei i va servir com a regent durant uns 33 anys, regnant com l'home més poderós de la Cort Imperial. Més tard se li va concedir el títol de Taiko per l'emperador Komei. Aquesta va ser una mesura excepcional, igual que la d'Hideyoshi. No obstant això, es va veure obligat a renunciar al seu tron després de l'opressió del shogunat durant la Purga d'Ansei.

## Modern i posterior
Sukehiro, que va ser el regent durant el final del període Edo, va acompanyar l'emperador Meiji en la seva visita a Tòquio i se li va concedir una residència hatamoto prop de la Porta Hanzomon del Palau Imperial com a residència. Va utilitzar els seus antics servicis per obrir una botiga de fabricació i venda d'oli de colza, però va fracassar i la va tancar al cap d'uns anys Després va tornar a Tòquio i va adquirir una mansió a Azabu Honmura-cho (ara l'Ambaixada de Finlandia i el restaurant Arisugawa Shimizu). Més tard va traslladar la seva mansió a Kamimeguro, Meguro Ward. (La seva mansió Kamimeguro va ser incendiada en un atac aeri per part de l'exèrcit dels Estats Units durant la Segona Guerra Mundial.) Més tard (com que l'esposa de Takatsukasa Shinsuke, Sueko, era la segona filla de Tokugawa Ietada), la casa es va traslladar al costat de la residència de la família Tokugawa a Sendagaya, i després de la guerra es va llogar com a edifici escolar per a la Universitat de Tsuda.
Quan els funcionaris administratius el 17 de juny de 1869, van fusionar els nobles de la cort i les famílies daimyo per crear el sistema de noblesa, la família Takatsukasa, com a antics nobles de la cort, es va afegir a la noblesa. L'hereu de Sukehiro, Sukemasa, va morir als 22 anys el 1867 (Keio 3) durant el final del període Edo, i Hiromichi va ser adoptat de la família Kujo i va heretar el capdavant familiar el 20 d'agost de 1872.
La beca familiar, establerta el 10 de desembre de 1870, era de 526 koku 7 to en termes actuals d'arròs. {Nota n. 2} D'acord amb l'Ordenança per a l'emissió de bons d'or-roca del 5 d'agost de 1876, la quantitat de bons d'or-roca pagats a canvi del seu estipendi familiar era de 18.459 iens, 2 sen i 9 rin (241 entre els destinataris d'aquest estipendi entre la noblesa). A principis del període Meiji, la residència d'Hirotsune es trobava al número 25 de Kami-Niban-cho, barri de Kojimachi, prefectura de Tòquio. El cap de la família en aquell moment era Sadayuki Isomura.
El 1884 (Meiji 17), quan la noblesa es va dividir en cinc rangs, Hirotsune va rebre el títol de duc com a antic regent. El 1905 (Meiji 38), el segon fill d'Hiromichi, Takatsukasa Nobuhisa, va rebre el títol de baró com a membre de la família de la branca. A més, la família Takatsukasa Matsudaira, una branca del domini Yoshii, va canviar el seu cognom de "Matsudaira" a "Yoshii" en el moment de la Restauració Meiji i van rebre el títol de vescomte.
Hiromichi era el germà petit de l'emperador Kōmei i l'emperadriu Eishō, i l'oncle de l'emperadriu Teimei, la mare de l'emperador Showa. Va ser un general de comandament de l'exèrcit i és conegut per haver servit com a Gran Cambrel de l'emperador Taisho.
El seu fill, Shinsuke, era un ornitòleg conegut com el "Duc dels ocells" i va escriure obres com "History of Japanese Birds" i "Keeping Birds" Les seves obres pòstums "Children's Records" i "Thoughts on Aum" van rebre elogis a l'estranger. No només era un parent proper de l'emperador Showa, sinó que també compartien un profund vincle de confiança mútua a través de la biologia. També va servir com a gran sacerdot del santuari Meiji.
El fill de Nobusuke, Hiramichi, es va casar amb la princesa Kazuko, la tercera filla de l'emperador Showa, el 1950 (Showa 25). Encara que era el fill gran d'una de les cinc famílies regents o d'una família de ducs, Hiramichi es va traslladar a treballar en trens plens de gent com a treballador d'oficina per al "Japan Travel Bureau", i el matrimoni entre la princesa i ell es va convertir en un tema candent com a senyal de l'obertura de la família imperial després de la guerra. No obstant això, l'any 1966, Hiramichi va morir d'una intoxicació per gas juntament amb la senyora del seu bar preferit de Ginza. La parella no tenia fills, així que el seu fill adoptiu Hisatake (el fill gran de Matsudaira Noritake i la seva germana Akiko i el nebot d'Hiramichi) el va succeir com a cap de família. L'actual família Takatsukasa és un descendent masculí del clan Shoni, descendent de la família Ogure Matsudaira i després del clan Nabeshima. Després d'haver ocupat diversos càrrecs, inclòs el de president d'una filial de NEC, va servir com a sacerdot en cap del santuari d'Ise i ha servit com a cap de l'Associació de Santuaris Shinto des del 2018. El seu fill gran és Hisamichi (nascut el 6 de juny de 1974).

## Antics caps

### Cap de família Takatsukasa
|    | Retrat | nom complet           | Any de naixement i mort relació! | Any de naixement i mort relació! | Any de naixement i mort relació!      | observacions | |
| -- | ------ | --------------------- | -------------------------------- | -------------------------------- | ------------------------------------- | --- | --- |
| 1  |        | Takatsukasa Kanehir   | Ansei 2n any 1228                | -                                | Eijin 2n any 1294                     | El quart fill del tercer cap de la família Konoe, Iezane Konoe | Junior Primer Grau Regent/Campió Gran Ministre Cap del clan Fuji |
| 2  |        | Takatsukasa Mototada  | Primer any de l'era Hoji 1247    | -                                | 2n any de l'era Showa 1313            | El fill gran del primer cap de família, Kanehira | Junior de primer rang, canceller, gran ministre |
| 3  |        | Takatsukasa Kanetada  | Kōchō 2n any 1262                | -                                | Shoan 3r any 1301                     | Segon fill del primer cap de família, Kanehira | Junior de primer rang, regent, canceller, ministre d'Esquerra |
| 4  |        | Takaji Fuyuhira       | Primer any de Kenji 1275         | -                                | Kareki 2n any 1327                    | El fill gran del segon cap de família, Mototada | Junior de primer rang, regent, canceller, gran ministre d'estat, Fujiwara no Choja |
| 5  |        | Takaji Fuyunori       | Kagen] 3r any 1305               | -                                | Kenmu (Japó) 4t any 1337              | El tercer fill del segon cap de família, Mototada | Júnior de Primer Grau, Canceller, Ministre d'Esquerra, Cap del clan Fujiwara |
| 6  |        | Takaji Shihei         | Primer any de l'era Ocho 1311    | -                                | Bunwa 2n any 1353                     | Fil del 4t cap de família, Fuyuhira | Junior de primer rang, canceller, ministre de la dreta, cap del clan Fujiwara |
| 7  |        | Takaji Fuyumichi      | Gentoku 3r any 1331              | -                                | Shitoku (Japó) 3r any 1386            | . Fill del 6è cap de família, Shihei | Junior Primer Grau, Canceller, Ministre d'Esquerra |
| 8  |        | Takaji Fuyuie         | Jouji 6è any 1367                | -                                | Primer any de l'era Shocho 1428       | Fill del 7è cap de família, Fuyuto | Junior Primer Grau, Ministre de Dreta |
| 9  |        | Takaji Fusahira       | Oei 15è any 1408                 | -                                | Bunmei (Japó) 4t any 1472             | Fill del 8è cap de família, Fuyuie | Júnior de Primer Grau, Canceller, Ministre d'Esquerra, Cap del clan Fujiwara |
| 10 |        | Masahira Takatsukasa  | Bun'an 2n any 1445               | -                                | Eisho 14è any 1517                    | . Fill del 9è cap de família, Fusahira | Junior de primer rang, canceller, gran ministre d'estat, Fujiwara no Choja Li va donar el primer nom Ashikaga Yoshimasa, el 8è Shogun del shogunat Muromachi. |
| 11 |        | Takaji Kanesuke       | Bunmei (Japó) 12è any 1480       | -                                | Tenmon (nom de l'època) 21è any 1552  | . Fill del 10è cap de família, Masahira | Quasi-tercera emperadriu, Proclamada cancellera, ministre d'Esquerra, cap del clan Fujiwara |
| 12 |        | Takaji Tadafuyu       | Eisho 6è any 1509                | -                                | Tenmon 15è any 1546                   | . Fill de l'11è cap de família, Kanesuke | . Proclamada Tercera Emperadriu, Cancellera i Ministra d'Esquerra La línia es va extingir el 1546 per manca d'un successor. |
| 13 |        | Takatsukasa Nobufusa  | Eiroku 8è any 1565               | -                                | Meireki 3r any 1658                   | El fill del 14è cap de la família Nijo, Nijo Haruyoshi | La família Takatsukasa es va restablir el 1579. Primer Grau Júnior, Canceller, Ministre d'Esquerra, Cap del clan Fujiwara Kita no Mandokoro - Sasaki Teruko (segona filla de Sasaki Narimasa) Nen - Matsudaira Shinpei (fundador del clan Takatsukasa Matsudaira) Nen - Takatsukasa Takakoku\| gawa Iemitsu) |
| 14 |        | Takatsukasa Nobuhisa  | Tensho 18è any 1590              | -                                | Genwa (Japó) 7è any 1621              | . Fill del 13è cap de família, Nobufusa | Júnior de Primer Grau, Canceller, Ministre d'Esquerra, Cap del clan Fujiwara Emperadriu Sayako (la tercera filla de l'emperador Goyozei) |
| 15 |        | Takaji Norihira       | Keicho 14 1609                   | -                                | Kanbun 8è any 1668                    | . Fill del 14è cap de família, Nobuhisa | Junior Primer Grau, Ministre d'Esquerra Emperadriu Monchi (1a filla de l'emperador Gomizunoo) Fill: Takatsukasa Fusako (emperador Reigen) Fill: Takatsukasa Nobuko (consort del 5è xogun del shogunat Edo, Tokugawa Tsunayoshi) Fill: família Kujoop Kantedeharu (família Kujoop Kantedeharu) |
| 16 |        | Takaji Fusasuke       | Kan'ei 14è any 1637              | -                                | Nowrap\|Genroku 13è any 1700          | . Fill del 15è cap de família, Kyohei | Júnior de Primer Grau, Canceller, Ministre d'Esquerra, Cap del clan Fujiwara Emperadriu vídua Takeko Oe (segona filla d'Hidenari Mori) Nen: Takatsukasa Sukenobu (fill biològic: Yaehime (filla adoptiva de Fusasuke, i posteriorment filla adoptiva de Tokugawa Tsunayoshi: Saionji Sanesuke (successor adoptat de la família Saionji): Ichijo Kaneka);                                                                                     |
| 17 |        | Takatsukasa Kanehiro  | Manji 2n any 1660                | -                                | Kyoho 10è any 1725                    | . Fill del 16è cap de família, Fusasuke | Júnior de Primer Grau, Canceller, Ministre d'Esquerra, Cap del clan Fujiwara Princesa Nagahime (el fill gran de Tokugawa Yorifusa i la tercera filla de Matsudaira Yorishige) |
| 18 |        | Takaji Fusahiro       | Hoei 7è any 1710                 | -                                | Kyoho 15è any 1730                    | Segon fill del 22è cap de la família Konoe, Iehiro Konoe | Segon Grau, Ministre de l'Interior La seva germana gran era Naoko Konoe (consort de l'emperador Nakamikado i mare de l'emperador Sakuramachi). |
| 19 |        | Takaji Naosuke        | Kyoho 11è any 1726               | -                                | Kyoho 18è any 1733                    | El tercer fill de Konoe Iehiro, el 22è cap de la família Konoe | Junior Fifth Rank Upper, Uchi no E no Shosho (mort als 8 anys) |
| 20 |        | Takaji Mototeru       | Kyoho 12è any 1727               | -                                | Kanpo 3r any 1743                     | . Fill del 17è cap de la família Ichijo, Inhijo Kaneyoshi | Júnior de Segon Grau, Ministre de l'Interior (mort als 17 anys) A causa de la mort prematura de dos successius caps de família. La família Takatsukasa s'enfronta a l'amenaça d'extinció. |
| 21 |        | Takaji Sukehira       | Genbun 4t any 1739               | -                                | Bunka (nom de l'època)\| 10è any 1813 | Príncep Kan'in Naohito, 4t príncep (príncep Atsushi) Emperador Higashiyama Nét | Júnior de Primer Grau, Canceller, Ministre d'Esquerra, Cap del clan Fujiwara Emperadriu vídua Oe Sayoko (filla de Mori Shigenari) Germà gran: príncep Norihito de Kan'innomiya (segon cap de la família Kan'innomiya. Pare biològic de l'emperador Kokaku) Germana gran: princesa Michiko (esposa del 10è xogun del shogunat Edo, Tokugawa Ieshige) Amb Sukehira, la família Seksukasa va esdevenir la successió de la Takatsukasa imperial. |
| 22 |        | Masahiro Takatsukasa  | Hōreki 11è any 1761              | -                                | Tenpo 18è any 1841                    | . Fill del 21è cap de família, Sukehira | Proclamada quasi tercera emperadriu, canceller, ministre de l'esquerra, cap del clan Fujiwara Nen: Takatsukasa Tsunagiko (consort de l'emperador Ninko, títol pòstum d'Emperadriu) Fill: Takatsukasa Toshiko (consort de l'emperador Ninko, mare legítima de l'emperador Komei) Tokuda, successor de Sanekadai: Família Tokudaiji) Fill: Takatsukasa Keiko (Consort del príncep Fushiminomiya Kuniie, cap de la família Fushiminomiya)       |
| 23 |        | Masamichi Takatsukasa | Primer any de l'era Kansei 1789  | -                                | Primer any de l'era Meiji 1868        | . Fill del 22è cap de família, Masahiro | Quasi-tercera emperadriu, Taiko proclamada cancellera, gran ministre d'estat, Fujiwara no Choja Emperadriu vídua Tokugawa Sayako (filla de Tokugawa Haruki) Fill: Takatsukasa Ninko (Xogun 13 del Shogunat Edo, Tokugawa Iesada, Gorenchu) - Iesada va morir mentre n'era l'hereu. Fill: Kujo Yukitsune (successor adoptat de la família Kujo) Fill: Setsushin (sacerdot en cap del Temple Koushoji i fundador de la família Kazono)         |
| 24 |        | Takaji Sukehiro       | Bunka 4t any 1807                | -                                | Meiji 11è any 1878                    | . Fill del 23è cap de família, Masamichi | Junior de primer rang, canceller, ministre de la dreta, cap del clan Fujiwara Nen: Tokudaiji Kinzumi (successor adoptat de la família Tokudaiji) Fill: Kikutei Shuseki\|Shuseki (successor adoptat de la família Kikutei) Fil: Nobuatsu (successor adoptat de la família Matsudonodono\| |
| 25 |        | Takatsukasa Hiromichi | Ansei 2n any 1855                | -                                | Taisho 7è any 1918                    | . Fill del 29è cap de la família Kujo, Kujo Naotada | Junior de primer rang Duc Membre de la House of Peers, Gran Chamberlain Germana gran: Emperadriu Eisho (Consort de l'Emperador Komei) Germà: Michitaka Kujo (Pare de l'Emperadriu Teimei; Duc) Germà petit: Motohiro Nijo (27è cap de la família Nijo; Duc) Fil: (Segon fill) Nobuhiro Takatsukasa (títol de Baró) |
| 26 |        | Takaji Shinsuke       | Meiji 22è any 1889               | -                                | Showa 34è any 1959                    | El fill gran del 25è cap de família, Hisamichi | Tercer rang sènior Duc, membre de la Casa dels Pars Esposa: Sueko (duc, segona filla de Tokugawa Ietada) 2n President de la Societat Ornitològica del Japó Santuari Meiji Sacerdot en cap Cap de l'Associació de Santuaris Xintoistes |
| 27 |        | Takaji Hiramichi      | Taisho 12è any 1923              | -                                | Showa 41 1966                         | . Fill del 26è cap de família, Nobusuke Investigador del Japan Travel Bureau (Public Interest Incorporated Foundation) Japan Travel Bureau Transport Museum Esposa: princesa Kazuko Takatsukasa (tercera filla de l'emperador Showa) | |
| 28 |        | Takatsukasa Naotake   | Showa 20è any 1945               | -                                |                                       | Net del 26è cap de la família, Nobusuke, i net del 9è cap del llinatge Norimasa, Matsudaira Norinaga, vescomte El seu veritable pare era Matsudaira Noritake (capità de l'exèrcit, mort en combat).                                  | Santuari d'Ise, Gran Sacerdot Cap de l'Associació de Santuaris Xintoistes Avi: Matsudaira Norinaga (Senyor del domini Hasuike a la província de Hizen, sisè fill de Nabeshima Naoki) |

## Família Takatsukasa Matsudaira
Vegeu la família Takatsukasa Matsudaira aneu al seu arxiu de la Viquipèdia japonesa.
La família de Nobuhiro Takatsukasa

- Takatsukasa Nobuhisa (1892-1981) va rebre el títol de baró. El segon fill del duc Takatsukasa Hiromichi. Nobukane Takatsukasa (1920-)

## Genealogia
Per consultar l'arbre genealògic de la Família Takatsukasa i família Takatsukasa Matsudaira aneu al seu arxiu de la Viquipèdia japonesa

## Referència genealògica
- Cognom del Japó Shichichijie "Fujiwara Ujishi Jiryu" [enllaç trencat]
- 公卿類別譜「鷹司」 a Wayback Machine (arxivat 2006-06-28) [enllaç mort]
- Yoshii a la Wayback Machine (arxivat 2006-06-28) [enllaç mort]
- Connectant la genealogia de la família daimyo amb l'actual "família Takashi"
- Enciclopèdia de l'Emperador Mundial "Takaji"
- Enciclopèdia de l'Emperador Mundial "Família Takashi Matsudaira"